# Garganta de Alardos
La garganta de Alardos es un curso de agua del interior de la península ibérica, afluente del Tiétar. Discurre por las provincias españolas de Ávila y Cáceres.

## Descripción
La garganta de Alardos, que discurre por entre las provincias de Cáceres y Ávila, nace en la sierra de Gredos y discurre en dirección sur hasta desembocar en el río Tiétar, tras haber recibido previamente las aguas de la garganta de Chilla. Pertenece a la cuenca hidrográfica del Tajo. Aparece descrita en el primer volumen del Diccionario geográfico-estadístico-histórico de España y sus posesiones de Ultramar de Pascual Madoz de la siguiente manera:

ALARDOS: r. de la prov. de Avila en el part. jud. de Arenas de S. Pedro; nace en las sierras de Chilla y Dos Hermanas, continuacion de la cord. de Gredos, térm. de la v. de Candeleda, y marchando en direccion de N. á S. desemboca en el Tietar, inmediato á la ermita de S. Bernardo, sirviendo de linea divisoria en toda su long. de las prov. de Avila y Cáceres: es su curso perenne, su corriente veloz, su álveo enormemente guijarroso, sus márg. áridas y escabrosas, y sus aguas purísimas: tiene un puente de piedra junto á Madrigal, con tres ojos, 21 varas de largo, 4 de ancho, en mal estado, y sirve de comunicacion, entre la Vera de Plasencia y Castilla la Nueva por el puerto del Pico: da movimiento á 8 molinos harineros y 16 de pimiento: prod.: pesca de barbos, anguilas y truchas: su corriente es de 2 leg. desde su nacimiento hasta su confluencia con el Tiétar: se le une la garganta llamada de Chilla, por bajo del referido puente.
(Madoz, 1845, p. 196)

A mediados del siglo XIX, según el Madoz, en su curso se pescaban barbos, anguilas y truchas. Sus aguas acaban vertidas en el Atlántico.